# Termosztát

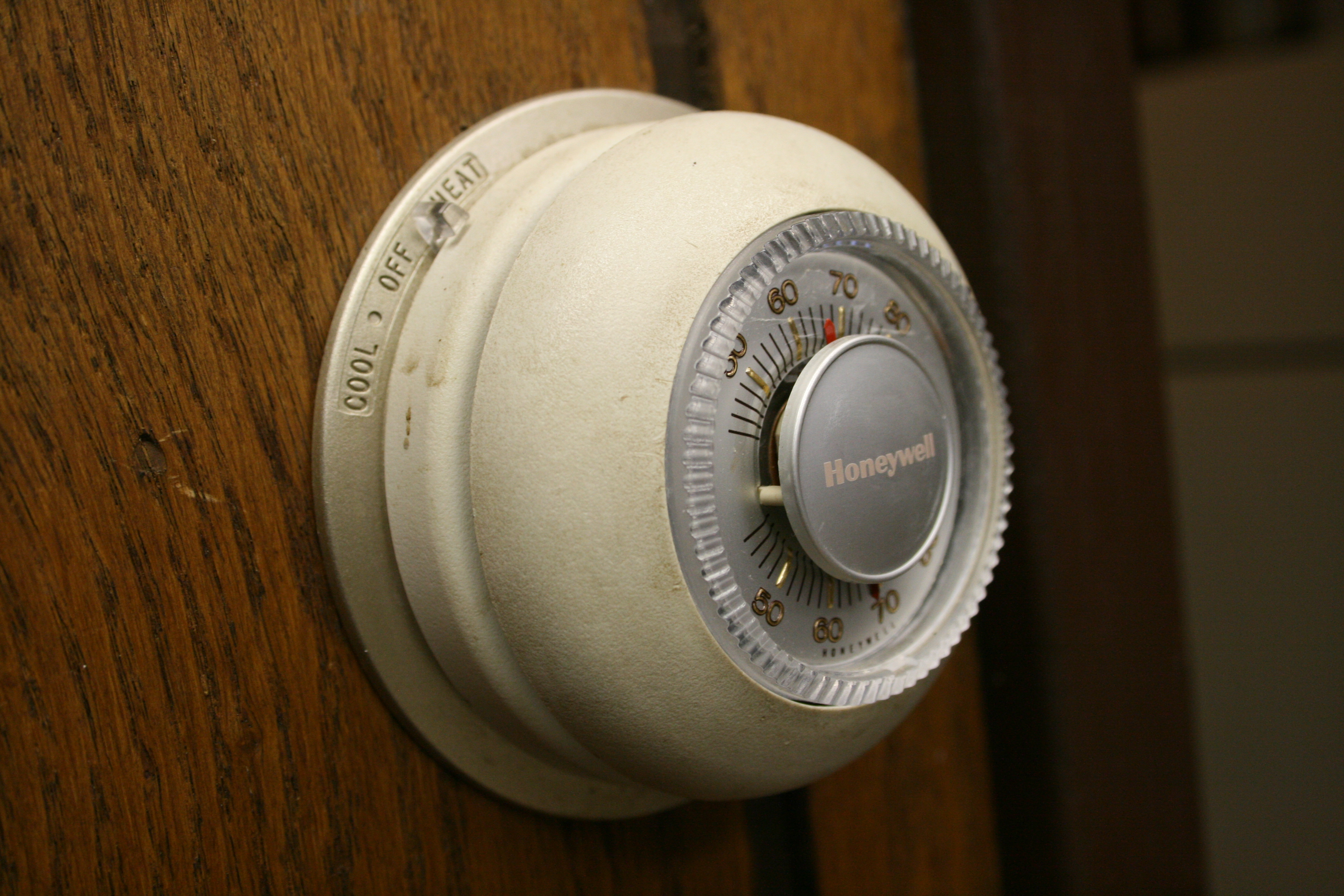
Honeywell típusú kerek termosztát

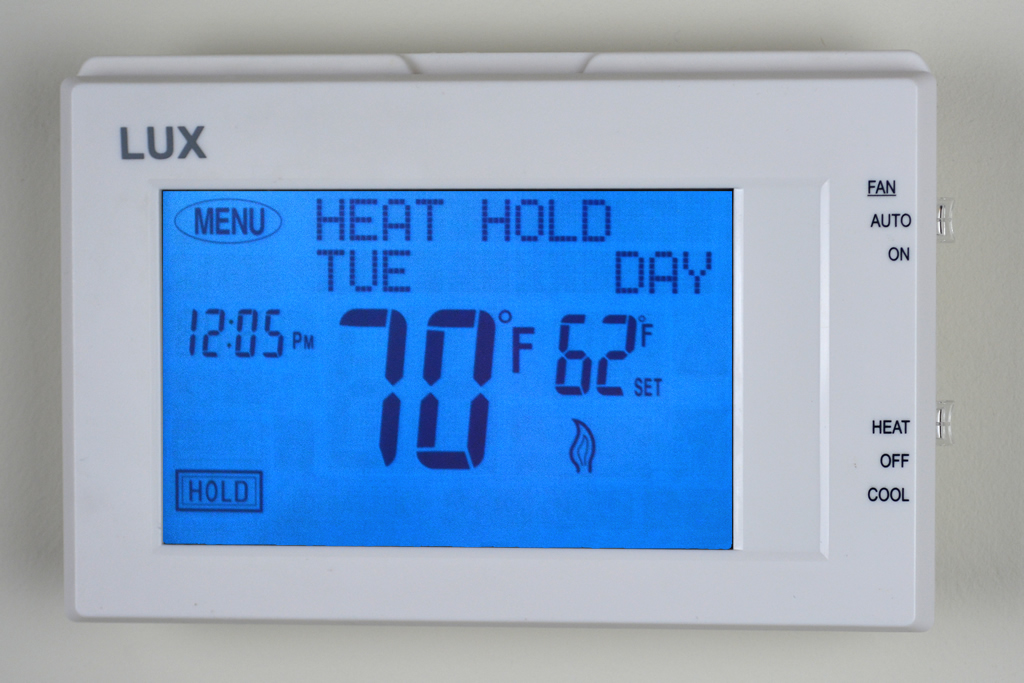
TX9600TS típusú Univerzális, 7-napra programozható érintőképernyős termosztát.

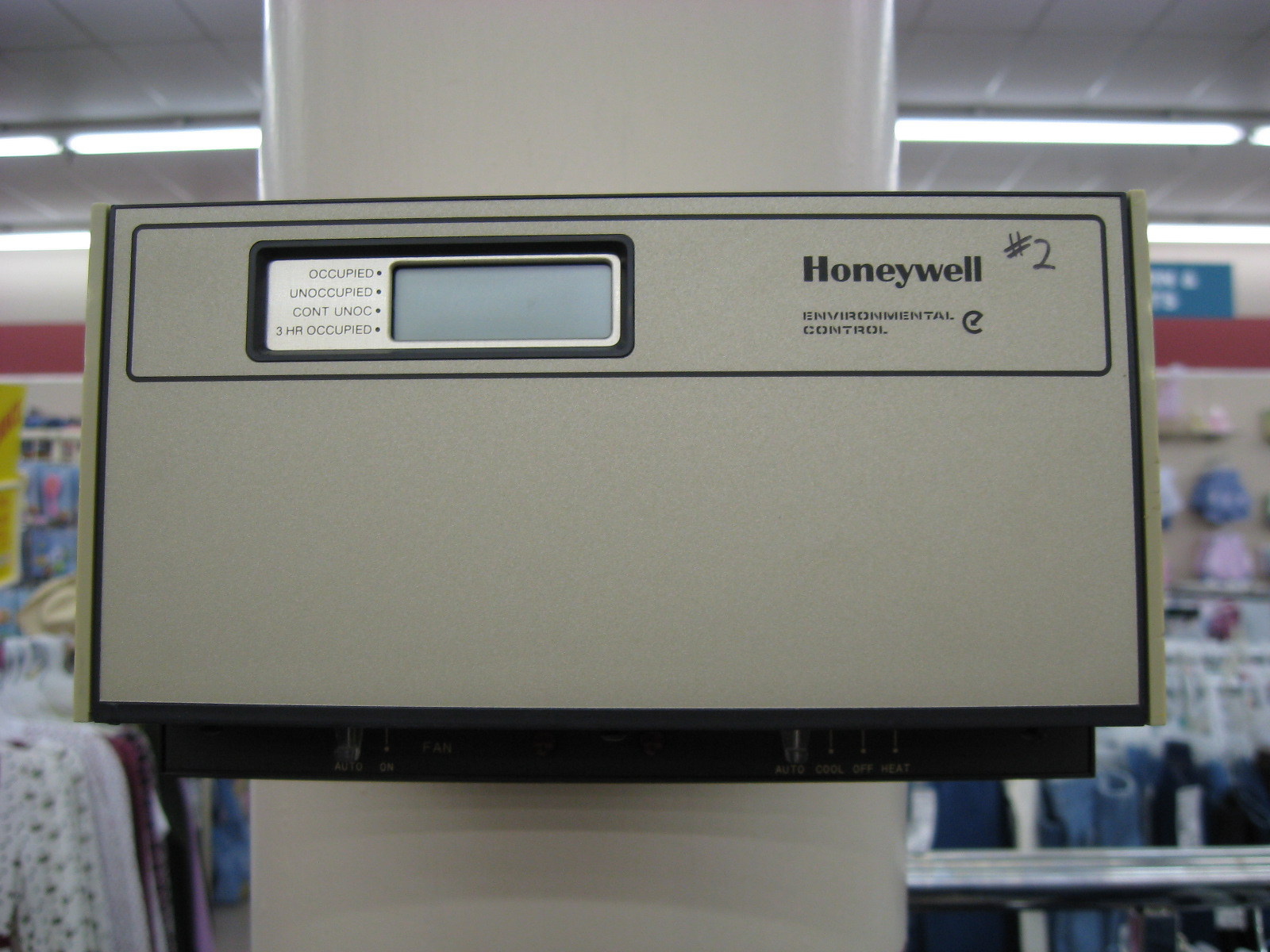
Honeywell elektronikus termosztát egy üzletben

A termosztát egy olyan komponens, ami érzékeli az adott rendszer hőmérsékletét és a rendszer hőmérséklete a beállított hőfok érték körülire melegszik. 
A termosztát gyakran lehet a fő vezérlő egysége a fűtő vagy hűtőrendszereknek, az alkalmazási feladata a környezeti hőmérséklet ellenőrzése.

## Működése
A termosztát vezérlést végez (zárja vagy nyitja az érintkezőit, mikor megfelelő a hőmérséklet vagy ha alacsonyabb a beállított értéknél) a fűtési vagy hűtési eszközök ki és bekapcsolását.

## Felhasználása
A termosztátot használják olyan eszközök vagy rendszerek, amik felmelegítik vagy lehűtik a beállított hőmérsékletre a levegőt, ezek közé tartozik a központi fűtés, légkondicionálók, épületgépészeti rendszerek, valamint a konyhai berendezések, beleértve a tűzhelyet a hűtőszekrényt és az orvosi és tudományos inkubátorokat. Elhelyezése kerülendő fűtőtest, ablak, ajtó közelébe, illetve olyan helyiségbe, ahol erős napfény érheti.

## Érzékelő típusok
Gyakori érzékelő technológiák, ezek a következők:
- Bimetál mechanikus vagy elektromos érzékelőkkel.
- Elektronikus termisztor és félvezető eszközök.
- Elektromos hőelemek.